# 赤水县 (合州)
赤水县，中国旧县名，位于今重庆市合川区一带。

## 历史沿革
秦汉至两晋赤水县地均属巴郡垫江县，南朝宋时属东宕渠郡宕渠县，西魏时属合州垫江郡石镜县:26。隋朝开皇初年实行州县二级制改革时，废垫江郡，合州改为涪州:217-218。
隋朝开皇八年（588年），分石镜县置赤水县。其中赤水得名于境内河流赤水（今盐溪河）:26。大业三年（607年），涪州改为涪陵郡:217-218。
唐武德元年（618年），涪陵郡改为合州，赤水县仍隶合州，移治新赤水城（今合川区龙凤镇万寿场）。武周长安三年（703年）赤水县析置铜梁县。天宝元年（742年）合州改为巴川郡，乾元元年（758年）复为合州:874-876。
五代十国时期，赤水县在前蜀、后唐、后蜀时均隶属遂州武信军节度使下的合州:100:213:227。北宋乾德三年（965年）灭后蜀，赤水县随合州属北宋梓州路:124。熙宁四年（1070年），赤水县撤销、并入铜梁县，熙宁七年（1074年）复置:438。宋朝时，赤水县境内有7个乡，有下独柏、长利、小张市、白崖、明山、龙门6个镇:26。
元至元二十年（1283年），赤水县并入石照县:176。
新唐书评价赤水县为中，宋史评价赤水县为中下。

## 后续
明夏时，石照县撤销，其地由合州直辖。明洪武四年（1371年）合州属重庆府:109。民国2年（1913年）废府置县时，合州改为合川县，先后隶川东道、第三行政督察区、第三行政公署区。中华人民共和国成立后，合川县属四川省江津专区，1983年划重庆市，1992年撤县改设县级市合川市，2006年撤市设重庆市合川区。赤水县原驻地万寿场于民国15年（1926年）置万寿镇，民国30年（1941年）改万寿乡，1958年改大凤公社，1981年更名为赤水公社，1983年置赤水乡，2001年并入龙凤镇:26-30。